# Gianfredo Camesi

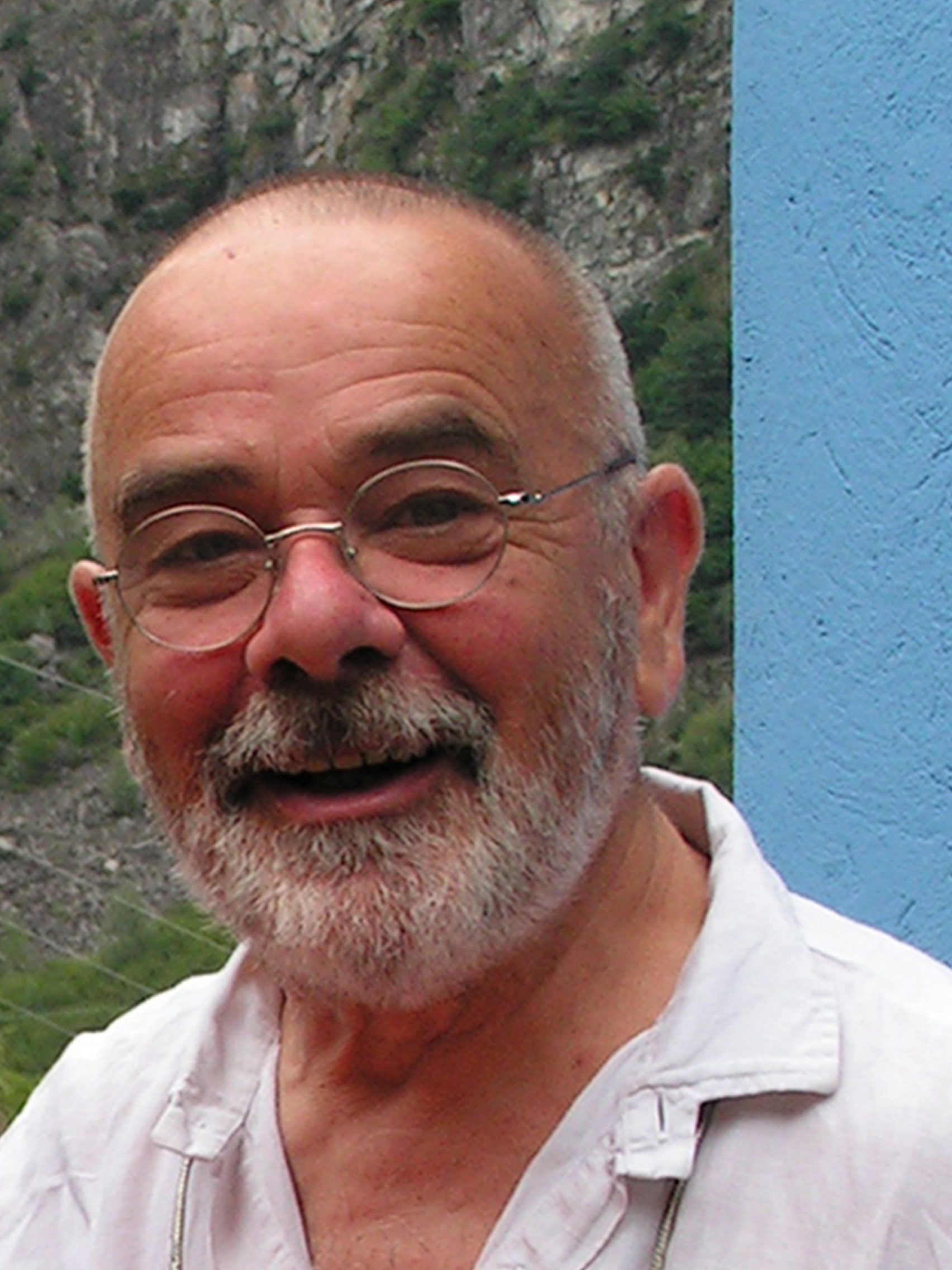
Gianfredo Camesi

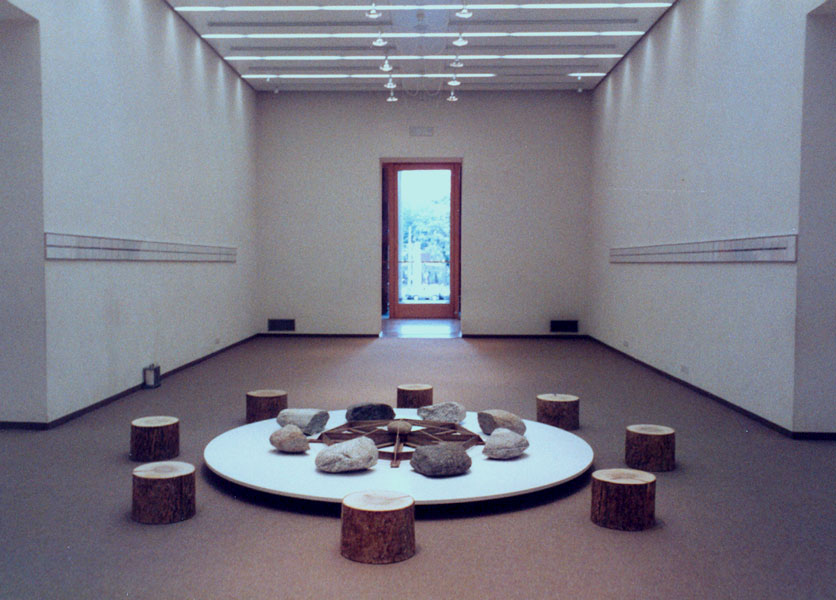
Cosmogonie 0 – 1 – 0, Théatre des Signes, Ausstellung im Musée Rath, Genf 1985

Gianfredo Camesi (* 24. März 1940 in Cevio, im Schweizer Kanton Tessin) ist ein Schweizer Maler und Bildhauer.

## Leben und Wirken
In Menzonio aufgewachsen, absolvierte Gianfredo Camesi von 1955 bis 1958 eine Lehre als Hochbauzeichner in Locarno, bevor er sich der künstlerischen Tätigkeit widmete. Er lebte und arbeitet von 1960 bis 1974 in Genf, danach ein paar Jahre in Frankreich in Bages, in Fontenay-aux-Roses und ab 1981 in Paris. 1997 zog er nach Wien und seit 2002 lebt er in Köln.
Er produziert seine Kunstwerke mit verschiedenen Methoden: Fotografie, Bildhauerei, Malerei, Theater und Installationen. Er ist Autodidakt. Camesi erhielt mehrere Schweizer Bundesstipendien der schönen Künste und wurde zum „Botschafter“ der Schweizer Kunst im Ausland ernannt. Im Museo Cantonale d’Arte in Lugano sind sichtbar 27 Werken.

### Ausstellungen (Auswahl)
- 1964: Musée Rath, Genf
- 1970: Stedelijk Museum, Amsterdam
- 1973: XII. Biennale von Sao Paulo
- 1985: Musée Rath, Genf
- 1986: Kunsthalle Mannheim
- 1987: Meguro Museum of Art, Tokyo
- 1988: Centre culturel suisse de Paris
- 1994: Musée des Beaux Arts de Neuchâtel, Neuenburg
- 1994: Kunstmuseum Bern
- 1998: Le Manoir, Martigny
- 2014: Gianfredo Camesi. Eccéité, Museum DKM, Duisburg

### Künstlerische Projekte im öffentlichen Raum
- 1991: «Ciel-Terre-Ciel» auf dem Kulturweg Baden–Wettingen–Neuenhof